# Promacropoides gloriagaitalis
Promacropoides gloriagaitalis är en skalbaggsart som beskrevs av Daniel J. Curoe och Moron 2003. Promacropoides gloriagaitalis ingår i släktet Promacropoides och familjen Rutelidae. Inga underarter finns listade i Catalogue of Life.